# Principes
Principes (sg. princeps) var en type infanteri i den tidlige Romerske Republik. De startede oprindeligt som spydmænd, men skiftede senere til at kæmpe med sværd. Principes var mænd i deres bedste alder, der var relativt velhavende og derfor havde råd til ordentligt udstyr. De var legionens tungere infanteri, som bar store skjolde og bar rustninger af god kvalitet.
Deres sædvanlige position var den anden kamplinje. De kæmpede i en quincunx-formation, støttet af lette tropper. De blev til sidst opløst efter de såkaldte "marianske reformer" i den sene Romerske Republik.